# هولوکاست در بلژیک

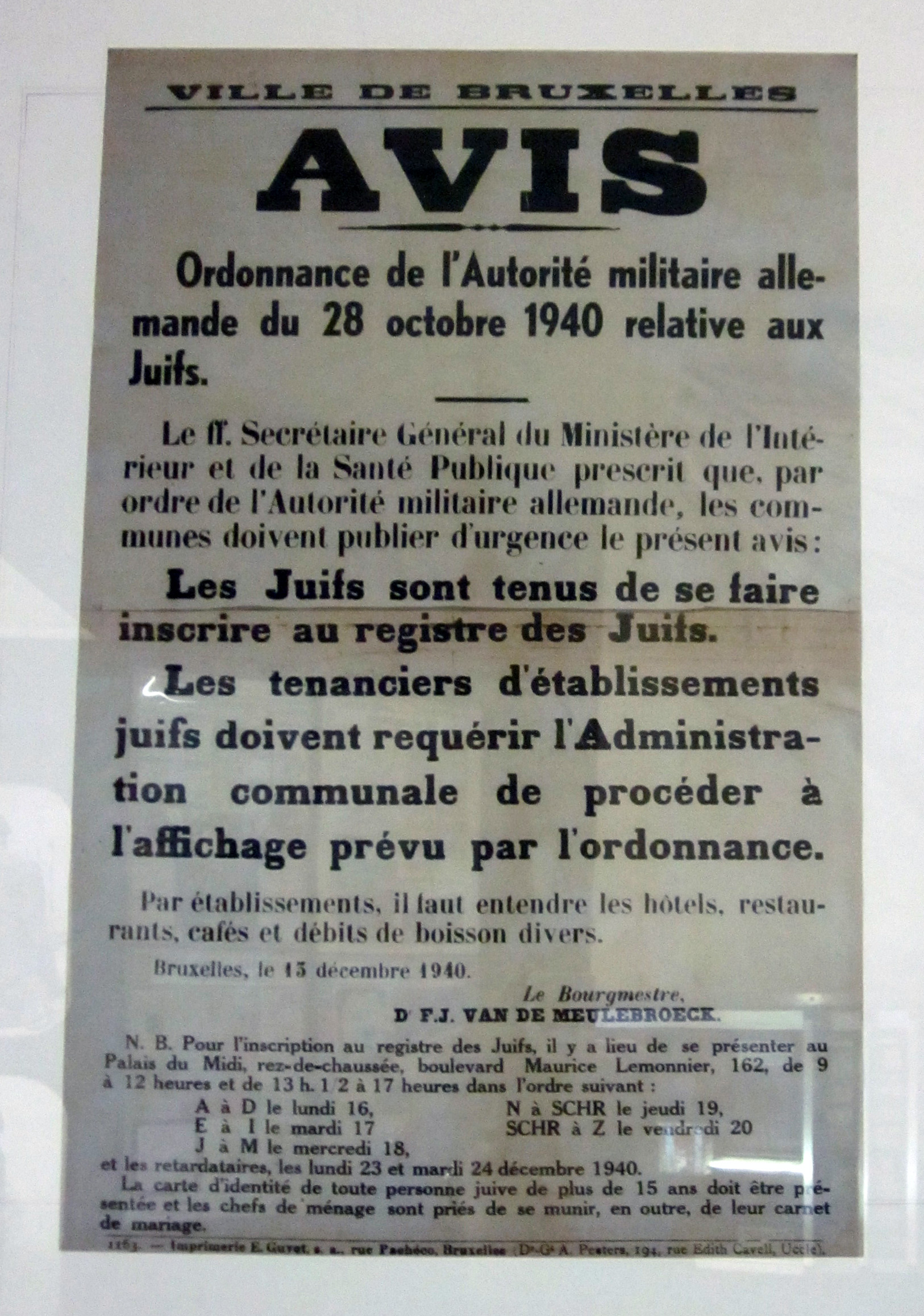
پوستری به فرانسوی که جزئیات قانون‌های ضدیهودی اعمال شده در ۲۸ اکتبر ۱۹۴۰ را بیان می‌کند.

هولوکاست در بلژیک به تعقیب و آزار، اخراج اجباری، و کشتار یهودیان و مردم کولی در بلژیک تحت اشغال آلمان نازی در جریان جنگ جهانی دوم گفته می‌شود. از میان ۷۵٬۰۰۰ یهودی که در ۱۹۴۰ در این کشور زندگی می‌کردند، نزدیک ۲۴٬۰۰۰ تن در جریان هولوکاست کشته شدند.
در آغاز جنگ، اکثریت جمعیت ۸ میلیونی بلژیک را کاتولیک‌ها تشکیل می‌دادند و یهودیان با جمعیتی بالغ بر ۷۰–۷۵٬۰۰۰ تن بزرگترین اقلیت مذهبی کشور به‌شمار می‌رفتند. بیشتر ایشان در شهرهای آنتورپ، بروکسل، شارلروآ و لیژ زندگی می‌کردند. اکثر آن‌ها نیز مهاجرانی بودند که به دلیل آزار در آلمان نازی و شرق اروپا به بلژیک پناهنده شده بودند؛ از این رو تنها تعداد به نسبت کمتری از یهودیان آن کشور را شهروندان بلژیکی تشکیل می‌دادند.
انکی پس از نبرد بلژیک، حکومت نظامی بلژیک مجموعه ای از قوانین ضدیهودی را در اکتبر ۱۹۴۰ به تصویب رساند. کمیته دبیران کل از همان آغاز با تصویب این قوانین مخالفت کرد و حکومت نظامی نیز تمایل چندانی به تصویب معیارهای سخت‌گیرانه بیشتر نشان نمی‌داد. در آوریل ۱۹۴۱، همدستان فلاندی بدون دستور مشخص از سوی مقامات آلمانی اقدام به تخریب دو کنیسه یهودی در آنتورپ و سوزاندن خانه ربی شهر در جریان پوگروم آنتورپ کردند. آلمانی‌ها نیز اقدام به برپایی جودنراتی با عنوان «سازمان یهودیان بلژیک» (به فرانسوی: Association des Juifs en Belgique) در کشور کردند که همه یهودیان به ناچار می‌بایست عضو آن می‌شدند. به عنوان بخشی از راه حل نهایی، تعقیب یهودیان از ۱۹۴۲ به بعد افزایش پیدا کرد. از مه ۱۹۴۲، یهودیان ناچار به پوشیدن نشان زرد بر لباس خود در انظار همگانی شدند. با کمک فهرست‌هایی که «سازمان یهودیان بلژیک» از یهودیان ساکن کشور تهیه کرده بود، آلمانی‌ها اقدام به اخراج یهودیان به اردوگاه‌های کار اجباری در لهستان کردند. یهودیان نخست می‌بایست به اردوگاه انتقالی مشلان منتقل می‌شدند، سپس از آنجا با قطارهایی به اردوگاه‌های کار اجباری، و اغلب اردوگاه آشوویتس، فرستاده می‌شدند. میان اوت ۱۹۴۲ تا ژوئیه ۱۹۴۴، نزدیک ۲۵٬۰۰۰ یهودی و ۳۵۰ کولی از بلژیک اخراج شدند و بیش از ۲۴٬۰۰۰ تن از ایشان پیش از آزادسازی اردوگاه‌ها توسط نیروهای متفق کشته شدند.
از ۱۹۴۲ به بعد، مخالفت مردم محلی در بلژیک با بدرفتاری با یهودیان افزایش پیدا کرد. بیش از ۴۰ درصد یهودیان بلژیک به صورت پنهانی و در پناه مردم زندگی می‌کردند؛ بسیاری از ایشان توسط مردم نایهودی به ویژه روحانیون کاتولیک و راهبه‌ها محافظت می‌شدند. عده ای دیگر نیز توسط گروه‌های مقاومت سازمان‌یافته از جمله کمیته دفاع از یهودیان (به فرانسوی: Comité de Défense des Juifs) کمک دریافت می‌کردند. بسیاری از این یهودیان به گروه‌های مقاومت پیوستند. در آوریل ۱۹۴۳، اعضای کمیته دفاع از یهودیان به یکی از قطارهای حامل یهودیان که به سوی آشوویتس می‌رفت حمله کردند و توانستند مسافران آن را نجات دهند.

## هولوکاست

### آزار و اذیت اولیه، ۱۹۴۰–۴۱
در ۲۳ اکتبر ۱۹۴۰، حکومت نظامی آلمان برای نخستین بار قوانینی ضدیهودی را به تصویب رساند. این قانون‌های جدید که همانند قوانین نورنبرگ آلمان – که خود در ۱۹۳۵ به تصویب رسیدند – بودند همزمان با قوانین مشابهی در هلند و در فرانسه به تصویب رسیدند. قانون‌های ۲۸ اکتبر یهودیان را از کار کردن در شغل‌های تخصصی همچون شغل‌های دولتی و پزشکی منع می‌کردند و ایشان می‌بایست اطلاعات خود را به ثبت شهرداری‌های محلی می‌رساندند. در همان روز، حکومت آلمانی تعریفی از آنچه «یهودی» عنوان می‌کرد ارائه داد. مغازه‌ها و بنگاه‌های یهودی می‌بایست با نشانی بر روی شیشه‌های خود، خود را به عنوان یهودی به دیگران می‌شناساندند. تا ژوئن ۱۹۴۰، فهرستی از بنگاه‌های تجاری یهودی در لیژ تهیه شده بود.
در ۱۹۴۰، دولت آلمان اقدام به برچیدن بنگاه‌های تجاری یهودی کرد. بعضی از این بنگاه‌ها در جریان آریایی‌سازی به آلمانی‌ها سپرده شدند. نزدیک به
۶٬۳۰۰ کار و بار یهودی پیش از ۱۹۴۲ برچیده و ۶۰۰ عدد از آن‌ها آریایی‌سازی شدند. همچنین، نزدیک به ۶۰۰ میلیون فرانک بلژیکی در جریان اشغال این دارایی‌ها به دست آمد که از تخمین‌های اولیه بسیار کمتر بود.
در کل، میان ۲۶ اکتبر ۱۹۴۰ تا سپتامبر ۱۹۴۲، ۱۷ فرمان ضدیهودی توسط حکومت نظامی آلمانی صادر شدند.

### سازمان یهودیان بلژیک
«سازمان یهودیان بلژیک» یا به شکل مخفف AJB نام جودنراتی شکل‌یافته توسط آلمانی‌ها برای اداره امور جمعیت یهودی بلژیک بود که از ۱۹۴۱ آغاز به کار کرد. سازمان توسط یهودیان اداره می‌شد و نقش «گتوی سازمانی» را داشت برای اینکه آلمانی‌ها با تنها یک نماینده از سوی یهودیان سر و کار داشته باشند. AJB نقش مهمی در ثبت یهودیان در بلژیک داشت. در کل، ۴۳ هزار یهودی توسط این سازمان ثبت شدند. این عدد تنها نیمی از کل جمعیت یهودی بود و نمایانگر عدم اعتماد جامعه یهودی به این سازمان، اما همین تخمین توسط اوبراشتورمبانفورر آدولف آیشمان به عنوان عدد کل یهودیان ساکن بلژیک در کنفرانس وانزه در ژانویه ۱۹۴۲ ارائه شد.
در جریان اخراج‌ها، نزدیک به ۱۰٬۰۰۰ یهودی به خاطر وابستگیشان به AJB دستگیر شدند. سازمان که به شکل نزدیک توسط SiPo-SD (برگرفته از زیخرهایتس‌پولیتزی و اس دی به معنای «پلیس امنیت و پلیس اطلاعات») دیده‌بانی می‌شد همچنین مسئول اداره اردوگاه انتقالی در مشلن بود. AJB همچنین نقش مهمی در قانع کردن یهودیان به تحویل دادن اختیاری خود برای تبعید و اخراج داشت، اما اینکه آیا آن یهودیان می‌دانستند که چه سرنوشتی در انتظارشان است یا نه مورد بحث است. از ۱۹۴۲ و پس از قتل یکی از رهبران AJB توسط نیروهای مقاومت، اعتماد به سازمان به شدت پایین آمد.
پس از پایان جنگ، رهبران AJB به دادگاه فرستاده شدند و از جرم دست داشتن در هولوکاست تبرئه شدند.

### رادیکال‌شدن، ۱۹۴۱–۴۲

#### پوگروم آنتورپ و نشان زرد

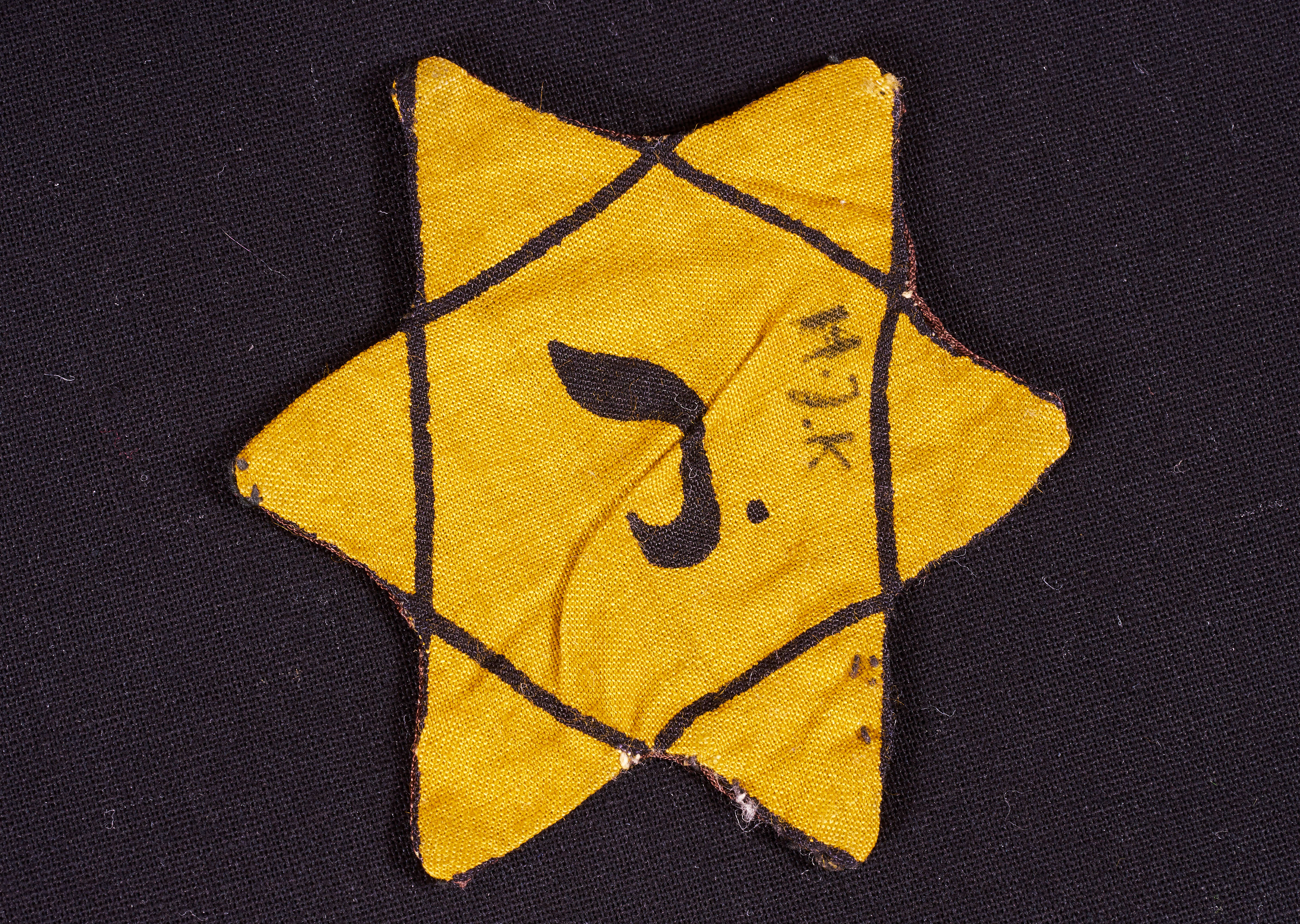
نسخه بلژیکی نشان زرد که از ۱۹۴۲ به بعد پوشیدندش برای یهودیان اجباری شد.

در ۱۴ آوریل ۱۹۴۱ و پس از پخش فیلم تبلیغاتی آلمانی Der Ewige Jude، شبه‌نظامیان فلاندی از Volksverwering, VNV، و اس‌اس ژرمنی اقدام به راه‌اندازی پوگرومی در شهر آنتورپ کردند. این گروه‌های خشمگین که مسلح به میله‌های آهنی بودند به دو کنیسه در شهر حمله کردند، آن‌ها را به آتش کشیدند، و طومارهای تورات آن‌ها را به خیابان‌ها ریختند. آن‌ها سپس به خانه مارکوس روتنبرگ، ربی اعظم شهر، حمله کردند. در طی این حمله‌ها پلیس و نیروهای آتش‌نشانی خبر شده بودند، اما به دستور مقامات آلمانی دخالتی در اوضاع نکردند.
همانند دیگر مناطق اروپای اشغالی، پوشیدن نشان زرد برای یهودیان از ۲۷ مه ۱۹۴۲ اجباری شد. نسخه بلژیکی این نشان بر روی خود حرف لاتین "J" (برآمده از Juif در فرانسوی و Jood در هلندی به معنای «یهودی») در مرکز یک ستاره یهود داشت. یهودیان می‌بایست این نشان را همواره بر روی پوشش بیرونی خود در انظار عمومی می‌پوشاندند و عدم پوشیدن آن می‌توانست مجازات‌های سختی را در پی داشته باشد. این اجبار با خود واکنش منفی گسترده مردم در بلژیک را به همراه داشت. مقام‌های بلژیکی در بروکسل و لیژ اما در عین آگاهی از خطرات ناشی از اقدامشان، حاضر به پخش نشان‌های زرد نشدند تا بتوانند زمان کافی برای یهودیان بخرند و آن‌ها را در پنهان شدن یاری کنند.
مقامات نظامی آلمانی در آنتورپ تلاش کردند تا پوشیدن اجباری نشان زرد را اعمال کنند، اما این سیاست هنگامی که شهروندان غیریهودی علیه آن اعتراض و خود اقدام به پوشیدن دست‌بندهای نشان زرد کردند با شکست مواجه شد.

### اخراج و پاکسازی، ۱۹۴۲–۴۴

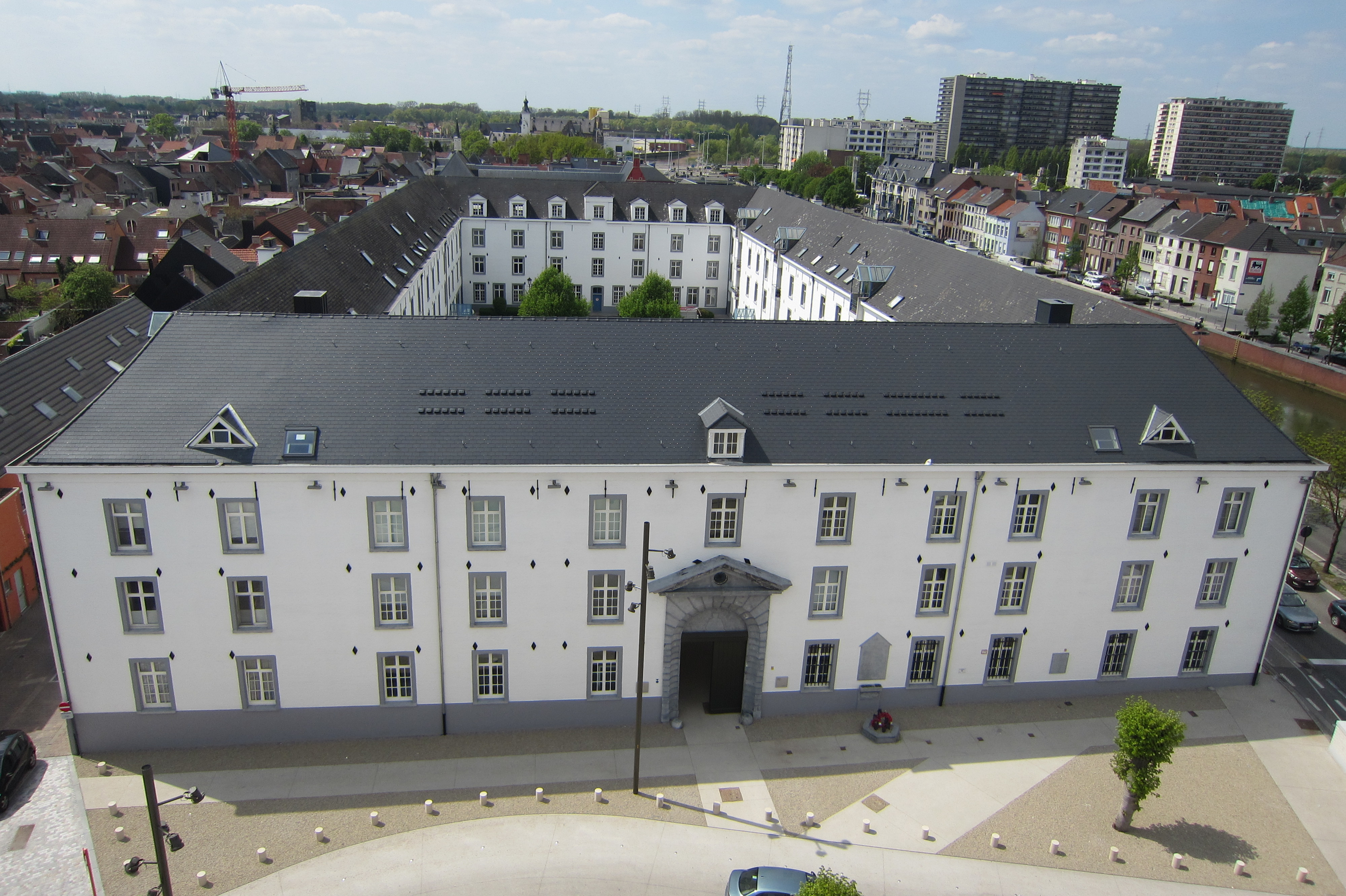
نمایی امروزین از دژ دوسَن (Dossin) در مشلان که مقر اردوگاه انتقالی مشلان در هنگام اشغال بلژیک بود.

از اوت ۱۹۴۲، آلمانی‌ها اقدام به اخراج یهودیان با کمک فریب ایشان توسط Arbeitseinsatz («استخدام برای کار» در کارخانه‌های آلمانی) کردند. نزدیک به نیمی از یهودیان به شکل اختیاری خود را در اختیار مقامات گذاشتند؛ اما بعدها آلمانی‌ها به شکل فزاینده از نیروی پلیس برای یافتن یهودیان و به صف کردن ایشان بهره گرفتند.
نخستین کاروان حامل یهودیان بدون تابعیت بلژیک را در ۴ اوت ۱۹۴۲ به مقصد آشوویتس ترک کرد و در اندکی زمانی تعداد بیشتری کاروان راهی شدند. این قطارها به مقصد اردوگاه‌های پاکسازی در شرق اروپا حرکت می‌کردند. میان اکتبر ۱۹۴۲ و ژانویه ۱۹۴۳، اخراج‌ها به شکل موقت متوقف شدند؛ تا آن هنگام ۱۶٬۶۰۰ نفر با ۱۷ کاروان راهی اردوگاه‌ها شده بودند. در پی مداخله ملکه الیزابت بلژیک همگی اخراج‌شدگان در دور نخست شهروندان غیربلژیکی بودند. در ۱۹۴۳، آلمانی‌ها اقدام به اخراج دوباره کردند. تا آن هنگام ۲٬۲۵۰ یهودی بلژیکی به عنوان کارگران اجباری برای کار در دیوار آتلانتیک در شمال فرانسه به بیرون از بلژیک فرستاده شده بودند.
در سپتامبر، نیروهای DSK یا «واحد محافظت از پول» به خانه‌ها هجوم بردند و دارایی‌های باارزش کسانی را که آماده رفتن به اردوگاه‌های انتقالی می‌شدند ضبط کردند. در همان ماه، یهودیان بلژیکی برای نخستین بار هدف اخراج و تبعید قرار گرفتند. نفرات DSK به کمک خبرچینانی که هر یک میان ۱۰۰ تا ۲۰۰ فرانک بلژیکی دریافت می‌کردند اقدام به شناسایی یهودیان می‌کردند. پس از جنگ، فلیکس لوتربورن همدست در دادگاه خود اقرار کرد که ۸۰ درصد دستگیری‌ها در آنتورپ با کمک خبرچینان صورت گرفتند.
درصد یهودیانی که اخراج شدند بسته به موقعیتشان متفاوت بود. در آنتورپ، این میزان با ۶۷ درصد اخراج بالا به‌شمار می‌رفت؛ برخلاف بروکسل با ۳۷ درصد، لیژ با ۳۵ درصد، و شارلوا با ۴۲ درصد. مقصد اصلی کاروان‌ها آشوویتس در دولت عمومی لهستان اشغالی بود. گروه‌های کوچکتری به اردوگاه مرگ بوخن‌والد و اردوگاه کار اجباری راونسبروک و اردوگاه کار اجباری ویتل در فرانسه فرستاده شدند.
در کل، ۲۵٬۴۳۷ یهودی از بلژیک اخراج شدند. تنها ۱٬۲۰۷ تن از ایشان از جنگ جان سالم به در بردند. در میان کسانی که اخراج و کشته شدند می‌توان از نقاش سورئالیست فلیکس نوسباوم نام برد.